# 李国英 (1963年)
李国英（1963年12月—），男，汉族，河南禹州人，中华人民共和国政治人物。华北水利水电学院水利水电工程建筑专业毕业，中共中央党校哲学专业在职研究生，东北师范大学环境科学专业在职博士研究生。现任中华人民共和国水利部党组书记、部长，曾任安徽省人民政府省长。

## 简历

### 水利部
1980年8月，在华北水利水电学院水利水电工程建筑专业学习。1984年7月参加工作，进入水利部黄河水利委员会，任勘测规划设计研究院规划处技术员；1987年3月，任规划处一室副主任、综合规划室主任。1988年8月加入中国共产党。1991年5月，任规划一处副处长；1992年8月，任规划一处处长。1994年5月，任水利部总工程师助理。1995年5月，任水利部副总工程师。1995年10月，兼黄河小浪底水利枢纽建设管理局副局长、党委委员。1997年5月，改任水利部黄河水利委员会副主任、党组成员兼黄河小浪底水利枢纽建设管理局副局长、党委委员。1998年9月，任水利部总工程师。1999年5月，任黑龙江省水利厅党组书记，同年8月任厅长。2001年5月，升任水利部黄河水利委员会主任，晋升副部级。2011年3月，任水利部副部长。

### 安徽省
2015年8月，任中共安徽省委专职副书记。2016年9月1日，任中共安徽省委副书记、安徽省人民政府党组书记、副省长、代省长，次年1月21日当选安徽省省长。2018年2月24日，当选为第十三届全国人大代表。

### 重返水利部
2021年2月，李国英重返水利部，接替年满65岁的鄂竟平任部党组书记、部长。
他是中共十六大、十七大、十八大代表，十八届中央候补委员、十九届、二十届中央委员，第十届至第十四届全国人大代表。

## 荣誉
作为水利部工程师，他在2007年获得大禹水利科学技术奖一等奖，2009年获得国家科学技术进步二等奖，在2010年又获得国家科学技术进步一等奖。